# سرخس زنجیری توری
سرخس زنجیری توری (نام علمی: Woodwardia areolata) نام یک گونه از راسته بسپایک‌سانان است.